# Primera División Autonómica de Castilla-La Mancha
La Primera División Autonómica de Castilla-La Mancha es la séptima categoría de la pirámide futbolística del sistema de ligas de España en la comunidad autónoma de Castilla-La Mancha.

## Sistema de Liga
Está compuesta por 4 grupos de 16 equipos de Castilla-La Mancha distribuidos por proximidad geográfica.
Los primeros y segundos clasificados de cada grupo ascienden directamente a Primera Autonómica Preferente.
Descienden directamente a Segunda División Autonómica los dos últimos equipos de cada grupo, de ésta ascienden directamente a Primera División Autonómica los primeros clasificados de los cinco grupos y los tres mejores segundos clasificados de los cinco grupos de Segunda División Autonómica.

## Equipos participantes (2024-25)

### Grupo I
| Equipo                              | Ciudad                | Provincia |
| ----------------------------------- | --------------------- | --------- |
| UD Mota del Cuervo                  | Mota del Cuervo       | Cuenca    |
| ACD Las Mesas                       | Las Mesas             | Cuenca    |
| Munera C.F.                         | Munera                | Albacete  |
| Atlético Ibañés                     | Casas-Ibáñez          | Albacete  |
| Deportivo Barrax                    | Barrax                | Albacete  |
| C.D.E. Santísimo Cristo Minglanilla | Minglanilla           | Cuenca    |
| Atlético Jareño                     | Villanueva de la Jara | Cuenca    |
| Tintoralba Higueruela               | Higueruela            | Albacete  |
| CD Caudetano                        | Caudete               | Albacete  |
| Madrigueras C.F.                    | Madrigueras           | Albacete  |
| Atlético Mahora                     | Mahora                | Albacete  |
| C.D. Quintanar del Rey "B"          | Quintanar del Rey     | Cuenca    |
| U.D. Alpera                         | Alpera                | Albacete  |
| Deportivo Barrax C.F.               | Barrax                | Albacete  |
| Hellín C.F.                         | Hellín                | Albacete  |
| C.D.E. Imperial de Bonete           | Bonete                | Albacete  |
| Club Atlético Tarazona              | Tarazona de la Mancha | Albacete  |
|                                     |                       |           |

### Grupo II
| Equipo                           | Ciudad                        | Provincia   |
| -------------------------------- | ----------------------------- | ----------- |
| Daimiel R.C.                     | Daimiel                       | Ciudad Real |
| C.B.D. Herencia                  | Herencia                      | Ciudad Real |
| C.D.B. F.B. Atlético Puertollano | Puertollano                   | Ciudad Real |
| CD Piedrabuena                   | Piedrabuena                   | Ciudad Real |
| Pozuelo C.F.                     | Pozuelo de Calatrava          | Ciudad Real |
| C.D.U. Criptanense               | Campo de Criptana             | Ciudad Real |
| CD Urda                          | Urda                          | Toledo      |
| Patrimonio Almadén CF            | Almadén                       | Ciudad Real |
| C.F. Villafranca                 | Villafranca de los Caballeros | Toledo      |
| C.D.E. C.F. Porzuna              | Porzuna                       | Ciudad Real |
| C.D. Bolañego                    | Bolaños de Calatrava          | Ciudad Real |
| Atlético Cervantino              | Argamasilla de Alba           | Ciudad Real |
| C.F. Calatrava                   | Argamasilla de Calatrava      | Ciudad Real |
| Membrilla C.F.                   | Membrilla                     | Ciudad Real |
| C.D.F. Miguel Esteban            | Miguel Esteban                | Toledo      |
| UD La Fuente                     | Fuente el Fresno              | Ciudad Real |

### Grupo III
| Equipo                      | Ciudad                      | Provincia |
| --------------------------- | --------------------------- | --------- |
| Mora CF                     | Mora                        | Toledo    |
| CD Toledo 'B'               | Toledo                      | Toledo    |
| Atlético Consuegra          | Consuegra                   | Toledo    |
| CDE Cedillo del Condado     | Cedillo del Condado         | Toledo    |
| Ayto Navalcán               | Navalcán                    | Toledo    |
| C.D. Calera                 | Calera y Chozas             | Toledo    |
| C.D.B. Novés                | Novés                       | Toledo    |
| C.D. Bargas                 | Bargas                      | Toledo    |
| C.D. Los Yébenes            | Los Yébenes                 | Toledo    |
| C.F. Méntrida               | Méntrida                    | Toledo    |
| C.D.E. E.F. Patrocinio      | Talavera de la Reina        | Toledo    |
| C.D. Argés Fútbol           | Argés                       | Toledo    |
| C.D.E. Casarrubios Balompié | Casarrubios                 | Toledo    |
| Juventud Torreña            | La Torre de Esteban Hambrán | Toledo    |
| C.D. Polán                  | Polán                       | Toledo    |
| CD Recas                    | Recas                       | Toledo    |

### Grupo IV
| Equipo                  | Ciudad              | Provincia   |
| ----------------------- | ------------------- | ----------- |
| CD Illescas 'B'         | Illescas            | Toledo      |
| C.D. El Casar           | El Casar            | Guadalajara |
| C.D. Torrejón del Rey   | Torrejón del Rey    | Guadalajara |
| C.D. Azuqueca "B"       | Azuqueca de Henares | Guadalajara |
| Sporting Cabanillas 'B' | Cabanillas          | Guadalajara |
| E.F.B. Jesús de la Ossa | Tarancón            | Cuenca      |
| C.D. Sagreño            | Yuncler             | Toledo      |
| C.D. Esquivias          | Esquivias           | Toledo      |
| Yepes CF                | Yepes               | Toledo      |
| AD Seseña               | Seseña              | Toledo      |
| AD Hogar Alcarreño      | Guadalajara         | Guadalajara |
| Añover de Tajo FC       | Añover de Tajo      | Toledo      |
| A.C.D.M. Horche         | Horche              | Guadalajara |
| C.D. Yunquera           | Yunquera            | Guadalajara |
| C.D. Sigüenza           | Sigüenza            | Guadalajara |
| Cobeja CF               | Cobeja              | Toledo      |

## Divisiones nacionales y autonómicas en Castilla-La Mancha
| 1.ª | Primera División de España                          |
| 2.ª | Segunda División de España                          |
| 3.ª | Primera Federación                                  |
| 4.ª | Segunda Federación                                  |
| 5.ª | Tercera Federación                                  |
| 6.ª | Primera Autonómica Preferente de Castilla-La Mancha |
| 7.ª | Primera División Autonómica de Castilla-La Mancha   |
| 8.ª | Segunda División Autonómica de Castilla-La Mancha   |